# Eveking
Eveking is een plaats in de Duitse gemeente Werdohl, deelstaat Noordrijn-Westfalen, en telt 1630 inwoners (2008).

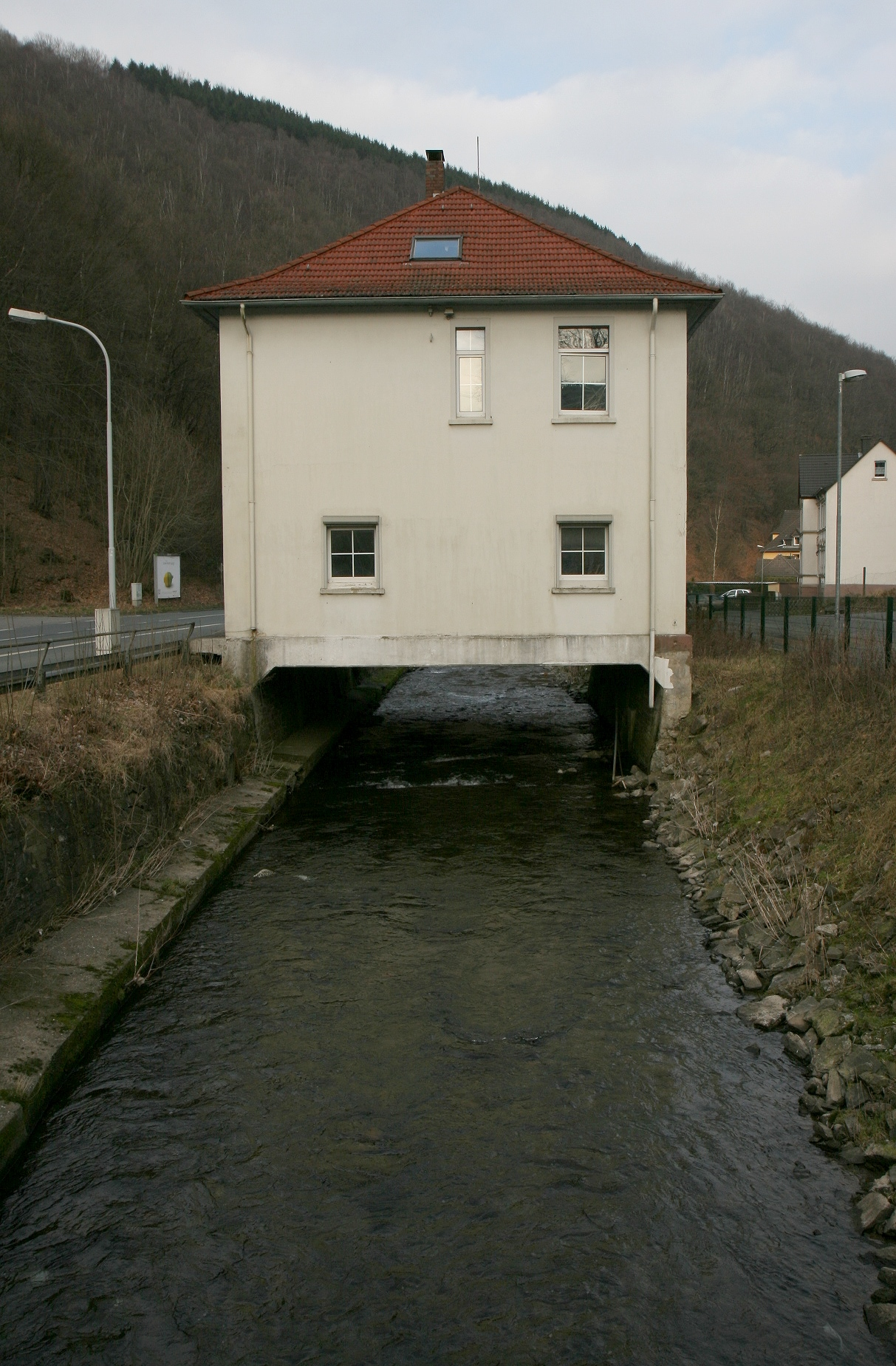
Rivier Verse